# 49ª edizione dei Directors Guild of America Award
La 49ª edizione dei Directors Guild of America Award si è tenuta l'8 marzo 1997 al Century Plaza Hotel di Los Angeles e allo Sheraton New York Times Square Hotel e ha premiato i migliori registi nel campo cinematografico, televisivo e pubblicitario del 1996. Le cerimonie sono state  presentate da Carl Reiner (Los Angeles) e Mary Tyler Moore (New York).
Le nomination per il cinema sono state annunciate il 21 gennaio 1997 e il 17 febbraio 1997. Le restanti candidature sono state annunciate il 4 e il 6 febbraio 1997.

## Cinema

### Film
- Anthony Minghella – Il paziente inglese (The English Patient)
- Joel Coen – Fargo
- Cameron Crowe – Jerry Maguire
- Scott Hicks – Shine
- Mike Leigh – Segreti e bugie (Secrets & Lies)

### Documentari[9]
- Al Pacino – Riccardo III - Un uomo, un re (Looking for Richard)
- Joe Berlinger e Bruce Sinofsky – Paradise Lost: The Child Murders at Robin Hood Hills
- Leon Gast – Quando eravamo re (When We Were Kings)
- Jeanne Jordan e Steven Ascher – Troublesome Creek: A Midwestern
- Isaac Mizrahi – The Great War and the Shaping of the 20th Century per l'episodio Slaughter (film tv)

## Televisione

### Serie drammatiche
- Christopher Chulack – E.R. - Medici in prima linea (ER) per l'episodio Il volo di Susan (Fear of Flying)
- Paris Barclay – E.R. - Medici in prima linea (ER) per l'episodio La verità (Ask Me No Questions, I'll Tell You No Lies)
- Donna Deitch – NYPD - New York Police Department (NYPD Blue)  per l'episodio Sospetti (These Old Bones)
- Mimi Leder – E.R. - Medici in prima linea (ER) per l'episodio Coraggio amico (The Healers)
- Mark Tinker – NYPD - New York Police Department (NYPD Blue)  per l'episodio Lutto in famiglia (A Death in the Family)

### Serie commedia
- Andy Ackerman – Seinfeld per l'episodio Pane di segale (The Rye)
- Robert Berlinger – Una famiglia del terzo tipo (3rd Rock from the Sun) per l'episodio Ridateci il vecchio Dick (See Dick Continue to Run)
- Todd Holland – The Larry Sanders Show per l'episodio Everybody Loves Larry
- Alan Myerson – The Larry Sanders Show per l'episodio Ellen, or Isn't She
- David Steinberg – Innamorati pazzi (Mad About You) per il triplo episodio Quando la coppia scoppia (The finale)

### Film tv e miniserie
- Betty Thomas – The Late Shift
- Uli Edel – Rasputin - Il demone nero (Rasputin: Dark Servant of Destiny)
- John Frankenheimer – Andersonville
- Robert Harmon – Gotti
- Anjelica Huston – Bastard Out of Carolina

### Soap opera
- Kathryn Foster e Mike Denney – Febbre d'amore (The Young and the Restless) per la puntata del 23 maggio 1996
- Bruce S. Barry – Sentieri (Guiding Light) per la 12451ª puntata
- Scott McKinsey – General Hospital per la 8492ª puntata
- Jill Mitwell – Una vita da vivere (One Life to Live) per la 7285ª puntata
- Michael Stich – Beautiful (The Bold and the Beautiful) per la puntata dell'8 ottobre 1996

### Trasmissioni musicali e d'intrattenimento
- Don Mischer – Cerimonia d'apertura dei Giochi della XXVI Olimpiade di Atlanta
- Ellen Brown – The Tonight Show with Jay Leno from Chicago
- Robert Fishman – Sergei Grinkov: Celebration of a Life
- Jeff Margolis – 68ª edizione della cerimonia dei Premi Oscar
- Thomas Schlamme – Tracey Takes On... per la puntata Romance

### Programmi per bambini
- Stuart Margolin – Operazione Alce (Salt Water Moose)
- Arthur Albert – Bailey Kipper's P.O.V. per l'episodio Talk Ain't Cheap
- Michael Kennedy – Robin Hood in Internet (Robin of Locksley)
- Brian Robbins – Sports Theater with Shaquille O'Neal per l'episodio 4 Points
- Kristoffer Tabori – ABC Afterschool Specials per l'episodio Educating Mom

## Pubblicità
- Tarsem Singh – spot per Nike (Good vs. Evil), Levi's (Poolboy), Coca-Cola (Red)
- James Gartner – spot per Apple (Crowd Control), AT&T (Amazing Grace)
- David Kellogg – spot per Little Caesars (Training Camp), American Express (Gas Pump), Kodak (Pie Plate)
- Peter Nydrle – spot per Coca-Cola (Savion’s Challenge), Harley-Davidson (Waiting for the Bus; Birds), National Car Rental (Dolphins), Maxfli (Tell You Something), Reebok (Gods)
- Kinka Usher – spot per Nissan Motor (Dream Garage; Toys - G.I. Joe; Parking Meter), Polaroid (Dog & Cat; Architect)

## Premi speciali

### Premio D.W. Griffith
- Stanley Kubrick

### Premio Franklin J. Schaffner
- Joseph Dicso

### Robert B. Aldrich Service Award
- Delbert Mann

### Diversity Award
- Christopher Chulack
- Bruce Paltrow
- John Wells